# Lijst van Stolpersteine in Bloemendaal

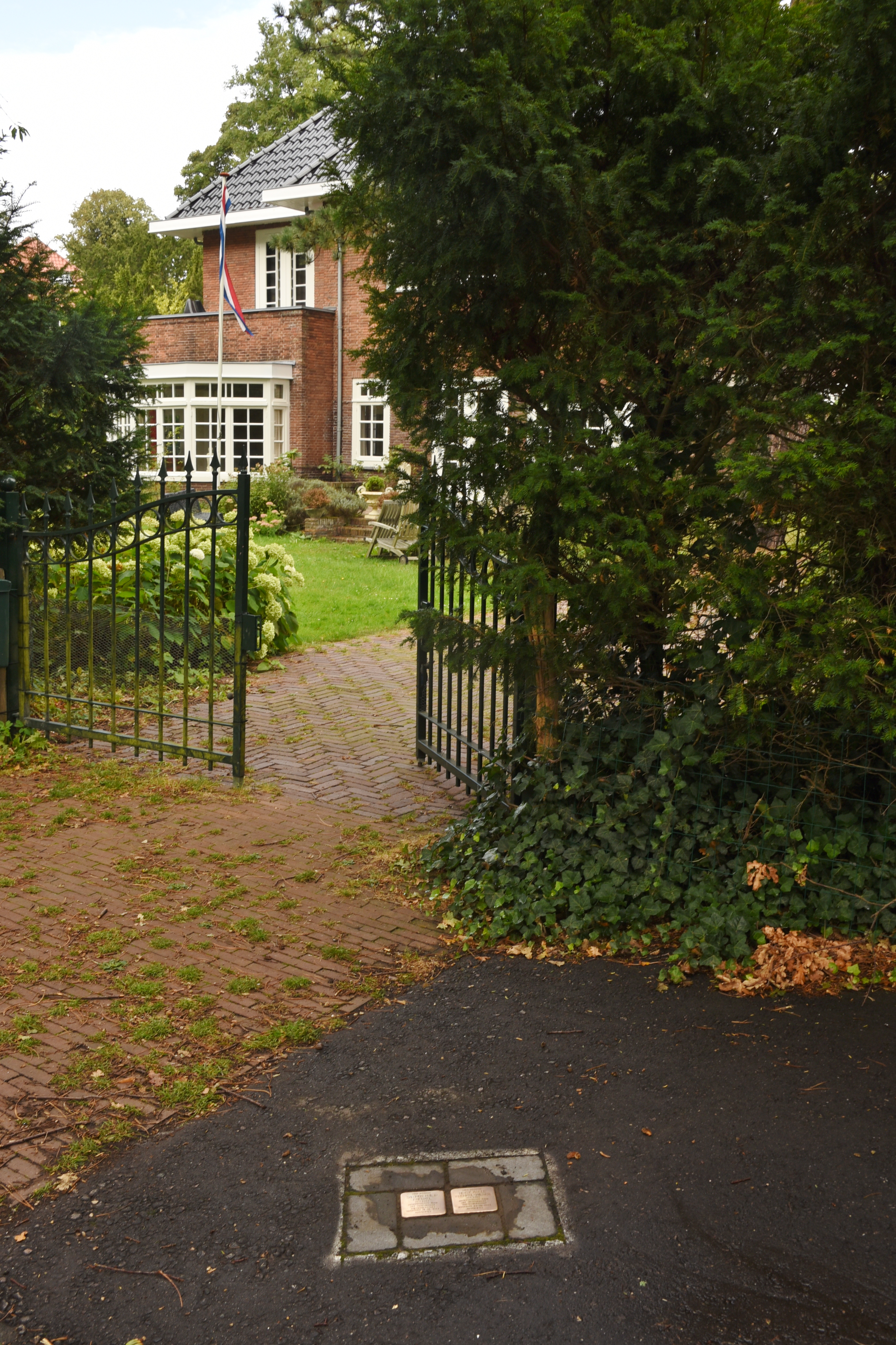
Stolpersteine in Aerdenhout voor het echtpaar Frenkel

De lijst van Stolpersteine in Bloemendaal geeft een overzicht van de gedenkstenen die in de gemeente Bloemendaal in de Nederlandse provincie Noord-Holland zijn geplaatst in het kader van het Stolpersteine-project van de Duitse beeldhouwer-kunstenaar Gunter Demnig.
Stolpersteine zijn opgedragen aan slachtoffers van het nationaalsocialisme, al diegenen die zijn vervolgd, gedeporteerd, vermoord, gedwongen te emigreren of tot zelfmoord gedreven door het nazi-regime. Demnig legt voor elk slachtoffer een aparte steen, meestal voor de laatste zelfgekozen woning.
Omdat het Stolpersteine-project doorloopt, kan deze lijst onvolledig zijn.

## Stolpersteine
In de gemeente Bloemendaal liggen elf Stolpersteine: acht in Aerdenhout, een in Bloemendaal en twee in Overveen.

### Aerdenhout
In Aerdenhout liggen acht Stolpersteine op drie adressen.
| Afbeelding | Inscriptie | Adres           | Herdachte persoon                      |
| ---------- | --- | --------------- | -------------------------------------- |
|            | HIER WOONDE SAMUËL BARENDS GEB. 1872 GEDEPORTEERD 29-6-1943 UIT WESTERBORK VERMOORD 2-7-1943 SOBIBOR                             | Distellaan 21   | Samuël Barends (1872-1943)             |
|            | HIER WOONDE MATHILDE BARENDS-REINHARD GEB. 1878 GEDEPORTEERD 29-6-1943 UIT WESTERBORK VERMOORD 2-7-1943 SOBIBOR                  | Distellaan 21   | Mathilda Barends-Reinhard 1878-1943)   |
|            | HIER WOONDE SALOMON PHILIP FRENKEL GEB. 1889 GEDEPORTEERD 1944 UIT WESTERBORK THERESIENSTADT VERMOORD 24-10-1944 AUSCHWITZ       | Merellaan 28    | Salomon Philip Frenkel (1889-1944)     |
|            | HIER WOONDE BETSY ADELE FRENKEL-WIENER GEB. 1898 GEDEPORTEERD 1944 UIT WESTERBORK THERESIENSTADT VERMOORD 24-10-1944 AUSCHWITZ   | Merellaan 28    | Betsy Adele Frenkel-Wiener (1898-1944) |
|            | HIER WOONDE JOACHIM POOL GEB. 9-10-1943 GEDEPORTEERD 4-9-1943 UIT WESTERBORK THERESIENSTADT BEVRIJD                              | Clematislaan 17 | Joachim Pool (1943-?)                  |
|            | HIER WOONDE MATHIJS HENOCH POOL GEB. 19-8-1940 GEÏNTERNEERD 29-6-1943 VERMOORD 17-8-1943 WESTERBORK                              | Clematislaan 17 | Mathijs Henoch Pool (1940-1943)        |
|            | HIER WOONDE PHILIP POOL GEB. 1907 GEÏNTERNEERD 29-6-1943 GEDEPORTEERD 13-7-1943 UIT WESTERBORK VERMOORD 16-7-1943 SOBIBOR        | Clematislaan 17 | Philip Pool (1907-1943)                |
|            | HIER WOONDE JANSJE EVA POOL-DE JONG GEB. 1910 GEÏNTERNEERD 29-6-1943 GEDEPORTEERD 4-9-1943 UIT WESTERBORK THERESIENSTADT BEVRIJD | Clematislaan 17 | Jansje Eva Pool-de Jong (1910-2000)    |

### Bloemendaal
In Bloemendaal ligt een Stolperstein.
| Afbeelding | Inscriptie | Adres              | Herdachte persoon                |
| ---------- | --- | ------------------ | -------------------------------- |
|            | HIER WOONDE WOUTER GERHARD KUYCK GEB. 1886 GEARRESTEERD 23-12-1943 HAARLEM GEÏNTERNEERD 28-1-1944 GEDEPORTEERD 24-5-1944 UIT VUGHT VERMOORD 28-12-1944 LINZ | Jozef Israelsweg 9 | Wouter Gerhard Kuyck (1886-1944) |

### Overveen
In Overveen liggen twee Stolpersteine op een adres.
| Afbeelding | Inscriptie | Adres          | Herdachte persoon                            |
| ---------- | --- | -------------- | -------------------------------------------- |
|            | HIER WOONDE EDDY BAREND GOMPERTS GEB. 1917 GEÏNTERNEERD 6-11-1942 AMSTERDAM GEDEPORTEERD 21-9-1943 UIT WESTERBORK VERMOORD 7-6-1944 AUSCHWITZ             | Julianalaan 47 | Eddy Barend Gomperts (1917-1944)             |
|            | HIER WOONDE GESINA WILHELMINA GOMPERTS-POLAK GEB. 1890 GEÏNTERNEERD 6-11-1942 AMSTERDAM GEDEPORTEERD 8-2-1944 UIT WESTERBORK VERMOORD 11-2-1944 AUSCHWITZ | Julianalaan 47 | Gesina Wilhelmina Gomperts-Polak (1890-1944) |

## Data van plaatsingen
- 29 februari 2016: Aerdenhout, twee Stolpersteine op Merellaan 28
- 14 april 2022: Overveen, twee Stolpersteine op Julianalaan 47
- 9 november 2023: Aerdenhout, twee Stolpersteine op Distellaan 21
- Onbekend: Aerdenhout, vier Stolpersteine op Clematislaan 17; Bloemendaal, een Stolperstein op Jozef Israelsweg 9